# Bernd Upmeyer
Bernd Upmeyer (* 2. Juli 1973 in Göttingen) ist ein deutscher Architekt und Urbanist. 2005 gründete er in Rotterdam das Architekturbüro Bureau of Architecture, Research, and Design (BOARD). Er hat einen Doktor (Dr.-Ing.) in Urbanen Studien von der Universität Kassel.

## Leben
Upmeyer studierte Architektur und Stadtplanung an der Universität Kassel und der Technischen Universität Delft. Er lebt in Rotterdam.
Upmeyer ist Autor des englischsprachigen Buches Binational Urbanism – On the Road to Paradise. Darin prägt er den Begriff Binationaler Urbanismus. Das meint die städtische Lebensweise von Menschen, die in einer zweiten Stadt eines zweiten Staates zu leben beginnen, ohne sich von der ersten Stadt zu verabschieden.
Upmeyer ist der Urenkel  des Musikwissenschaftlers und Studienprofessors Walter Upmeyer und der Enkel des Architekten und Regierungsbauassesors Dietrich Upmeyer. Seine Großtante war die Tänzerin und Choreografin Almut Winckelmann (geb. Upmeyer). Upmeyers Ururgroßmutter war eine Niederländerin, die 1857 in Rotterdam geboren wurde.

## MONU
Upmeyer ist Gründer und Chefredakteur der englischsprachigen Zeitschrift MONU.

## Atelier International Grand Paris (AIGP)
Von 2012 bis 2016 war Upmeyer mit seinem Architekturbüro BOARD Teil der Gruppe die, angeführt von dem Architekturbüro STAR strategies + architecture, als eines der sechs neuen Teams aus Architekten und Stadtplanern vom Atelier International Grand Paris (AIGP) ausgewählt und ernannt wurde, ein Teil des wissenschaftlichen Ausschusses für die Mission Grand Paris: pour une métropole durable zu sein.

## Publikationen
- Binational Urbanism – On the Road to Paradise (2015)